# Rodney Pryor
Rodney Pryor (Evanston, Illinois, 14 de octubre de 1992) es un baloncestista estadounidense que pertenece actualmente se encuentra sin equipo. Con 1,96 metros de estatura, juega en la posición de escolta.

## Trayectoria deportiva

### Universidad
Comenzó su andadura universitaria en el community college de Cloud County, en Concordia (Kansas), donde apenas pudo jugar debido a sendas lesiones en el pie y la rodilla. En 2014 fue transferido a los Colonials de la Universidad Robert Morris, donde jugó dos temporadas en las que promedió 16,7 puntos, 6,2 rebotes y 1,7 asistencias por partido. En su primer año fue incluido en el segundo mejor quinteto de la Northeast Conference, mientras que al año siguiente lo sería en el primero.
En abril de 2016 fue transferido a los Hoyas de la Universidad de Georgetown para disputar su última temporada colegial, en la que promedió 18,0 puntos y 5,0 rebotes por partido como titular.

### Profesional
Tras no ser elegido en el Draft de la NBA de 2017, fue invitado por los Brooklyn Nets a disputar las Ligas de Verano de la NBA, jugando únicamente un partido, en el que logró 3 puntos y 1 rebote. En noviembre de 2017, con la competición ya comenzada, fichó por los Sioux Falls Skyforce de la NBA G League.